# Newport and County Chess Club
Newport and County Chess Club – walijski klub szachowy z siedzibą w Newport.

## Historia
Klub ukonstytuował się w 1855 roku. Pierwszym prezydentem klubu został Charles Lyne, a początkową siedzibą klubu – ratusz. Od 1884 roku rozgrywano mecze towarzyskie, m.in. przeciwko Cardiff Chess Club i Bristol & Clifton Chess Club. W latach 1885–1892 Newport rozegrał serię meczów telefonicznych z Cardiff Chess Club i Swansea Chess Club. Od momentu założenia South Wales Chess Association w 1888 roku klub uczestniczył w rozgrywkach organizowanych przez to stowarzyszenie, m.in. wygrał South Wales Challenge Cup w latach 1909–1911 i 1915. W 1913 roku klub rozpoczął organizację wewnętrznych mistrzostw. Przed I wojną światową na zaproszenie klubu symultany rozgrywali Joseph Blackburne, Emanuel Lasker i Frank Marshall, a w okresie międzywojennym – Borislav Kostić, Frederick Yates, George Alan Thomas, Jewgienij Znosko-Borowski i George Koltanowski. W 1935 roku klub został członkiem Monmouthshire County Chess Association. W okresie II wojny światowej zawieszono działalność. Po wojnie klub uczestniczył w Newport & District League. W 1965 roku grał w ćwierćfinale brytyjskich National Club Championships, w którym uległ Battersea Chess Club 2:4. W 2023 roku Newport zajął trzecie miejsce w Welsh Chess Premier League.